# Cessna CH-1

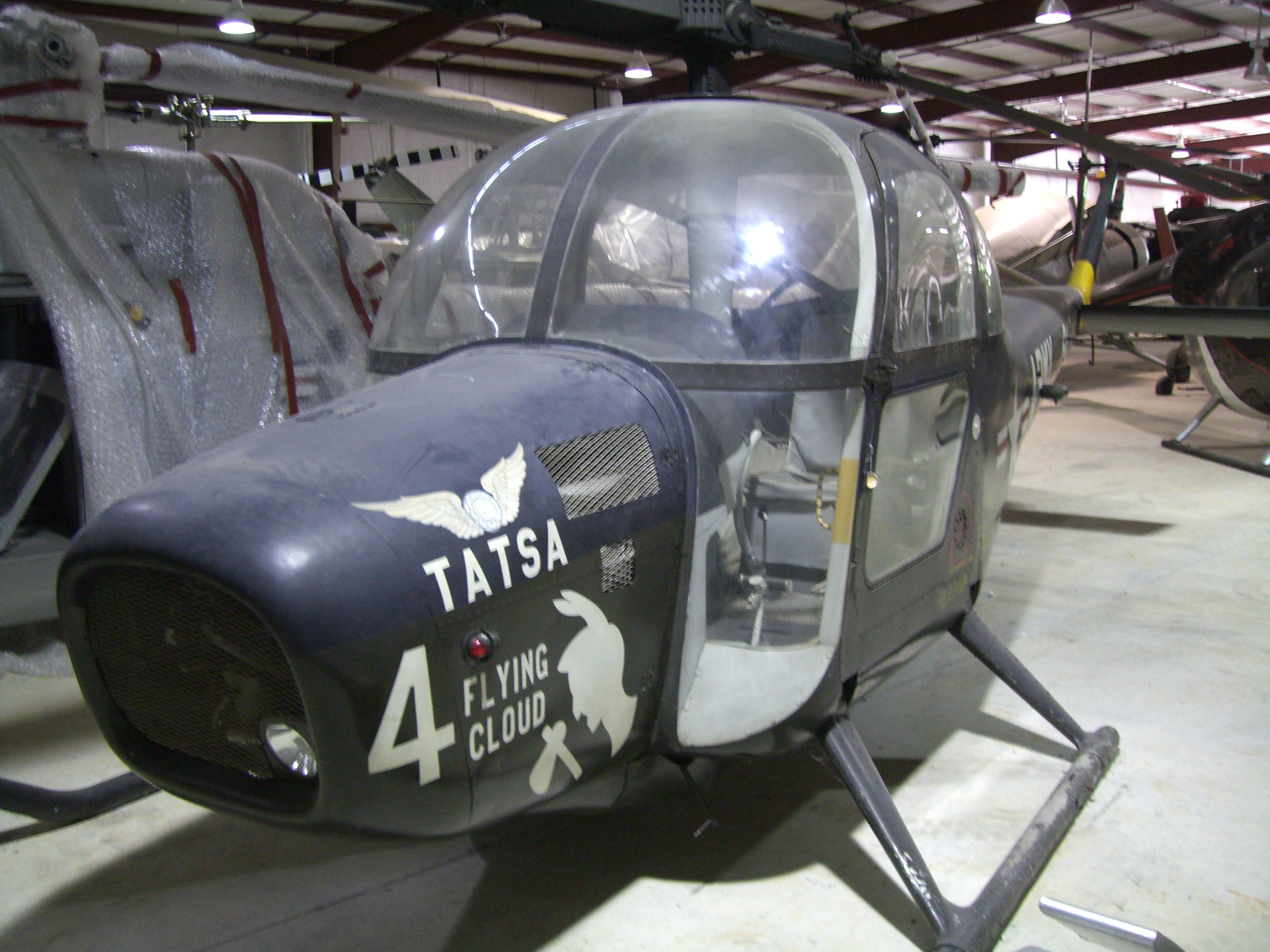
Il prototipo Cessna YH-41, designazione US Army del CH-1 civile, conservato presso il Fort Rucker Army Aviation Museum a Fort Rucker, contea di Dale, Alabama (USA).

Il Cessna CH-1 era un elicottero leggero monomotore con rotore a due pale prodotto dall'azienda statunitense Cessna Aircraft Company negli anni cinquanta.
Destinato inizialmente al mercato civile, venne prodotto anche in versione militare e designato UH-41 Seneca.
Caratterizzato dall'insolita linea con un vistoso naso davanti alla cabina di pilotaggio, fu l'unico modello di elicottero prodotto dall'azienda statunitense.